# Polymultipliée lyonnaise
La Polymultipliée lyonnaise est une course cycliste disputée près de Lyon, dans le département du Rhône. Créée à l'initiative de Robert Vallon, sa première édition a eu lieu le 19 septembre 1948. Elle est organisée par l'Amicale cycliste Lyon Vaise. Le parcours est formé par un circuit emprunté à 12 reprises et passant par le mont Verdun. Elle fait partie de l'UCI Europe Tour depuis 2005, en catégorie 1.2.

## Palmarès
| Année     | Vainqueur               | Deuxième             | Troisième              |               |
| --------- | ----------------------- | -------------------- | ---------------------- | ------------- |
| 1948      | Antonin Rolland         | René Cador           | Georges Martin         |               |
| 1949      | Pierre Molinéris        | Antonin Rolland      | Marius Bonnet          |               |
| 1950      | Tino Sabbadini          | Henri Bonnet         | Maurice Joye           |               |
| 1951      | Siro Bianchi            | Nello Sforacchi      | René Poncet            |               |
| 1952      | Ugo Anzile              | Pierre Polo          | Maurice Bertrand       |               |
| 1953      | Jean Forestier          | Armand Darnauguilhem | Marcel Fernandez       |               |
| 1954      | Jean-Pierre Schmitz     | Antonin Rolland      | Henri Bertrand         |               |
| 1955      | Raymond Poncet          | Adriano Salviatto    | Armand Panigutti       |               |
| 1956      | Marcel Fernandez        | René Vallat          | Guy Buchaille          |               |
| 1957      | Philippe Agut           | Marcel Ferri         | Henri Bertrand         |               |
| 1958      | José Gil Solé           | Gilbert Salvador     | Guy Buchaille          |               |
| 1959      | Gilbert Salvador        | Bruno Modenese       | André Geneste          |               |
| 1960      | Gilbert Salvador        | José Gil Solé        | Jean Selic             |               |
| 1961      | Manuel Manzano          | Gilbert Salvador     | Albert Baldasseroni    |               |
| 1962      | José Gil Solé           | Élie Rascagnères     | Raymond Meyzenq        |               |
| 1963      | Georges Van Coningsloo  | Manuel Manzano       | Blaise Gallo           |               |
| 1964      | Roger Pingeon           | Marcel Ferri         | André Le Dissez        |               |
| 1965      | Paul Gutty              | Daniel Barjolin      | Henri Guimbard         |               |
| 1966      | Guy Seyve               | Joseph Novales       | Claude Mattio          |               |
| 1967      | Paul Gutty              | Bernard Thévenet     | Claude Perrotin        |               |
| 1968-1977 | non organisée           | non organisée        | non organisée          | non organisée |
| 1978      | Éric Dall'Armellina     |                      |                        |               |
| 1979      | Denis Celle             | Philippe Martinez    |                        |               |
| 1980      | Jean Pinault            | Denis Celle          | Jacques Desportes      |               |
| 1981      | Éric Salomon            | Christian Cazorla    | Gilles Guichard        |               |
| 1982-1983 | non organisée           | non organisée        | non organisée          | non organisée |
| 1984      | Pascal Coiffard         | Yves Passot          | Philippe Meggiolaro    |               |
| 1985      | Éric Pichon             | Jean-Luc Jonrond     | René Berthelier        |               |
| 1986      | Juan Richard Alain Ruet |                      | Gérard Levite          |               |
| 1987      | Laurent Robert          | Stéphane Clet        | André Mayque           |               |
| 1988      | Franck Mabru            | Frédéric Bornéat     | Henri Bornarel         |               |
| 1989      | Henri Bornarel          | Philippe Coudour     | Serge Couchoud         |               |
| 1990      | Patrick Janin           | Jean-Paul Garde      | Michel Bonnet          |               |
| 1991      | Gilles Casadei          | Sébastien Di Mano    | Pascal Griffon         |               |
| 1992      | Hervé Arsac             | John Premillieux     | Christian Giraud       |               |
| 1993      | Marc Thévenin           | David Delrieu        | Dominique Molard       |               |
| 1994      | Éric Magnin             | Marc Thévenin        | Didier Sanlaville      |               |
| 1995      | Marc Thévenin           | Pascal Giguet        | Richard Bintz          |               |
| 1996      | Benoît Luminet          | Hristo Zaikov        | Thierry Loder          |               |
| 1997      | Jérôme Laveur-Pedoux    | Pascal Pofilet       | Marc Thévenin          |               |
| 1998      | Alain Saillour          | Frédéric Morel       | Jean-Philippe Thibault |               |
| 1999      | Guillaume Lejeune       | Igor Pavlov          | Karl Zoetemelk         |               |
| 2000      | Marc Thevenin           | Alain Saillour       | Jérôme Chevallier      |               |
| 2001      | Gianluca Cavalli        | Cédric Célarier      | Oleg Joukov            |               |
| 2002      | Benoît Luminet          | José Medina          | Marc Thévenin          |               |
| 2003      | Benoît Luminet          | Alexandre Grux       | Tomasz Kaszuba         |               |
| 2004      | Carl Naibo              | Karl Zoetemelk       | Jean-Christophe Péraud |               |
| 2005      | Samuel Plouhinec        | Benoît Luminet       | Charles Guilbert       |               |
| 2006      | Maxime Méderel          | Ludovic Martin       | Paul Brousse           |               |
| 2007      | Noan Lelarge            | Jean-Eudes Demaret   | Sébastien Duret        |               |
| 2008      | Mateusz Taciak          | Julien Antomarchi    | Alexandre Roger        |               |
| 2009      | Annulée                 | Annulée              | Annulée                |               |